# Ncue
Ncue es una ciudad de Guinea Ecuatorial. 
La localidad se ubica en la provincia de Kié-Ntem y tiene una población estimada de 14 955 habitantes.